# Střední průmyslová škola a Vyšší odborná škola Brno, Sokolská
Střední průmyslová škola a Vyšší odborná škola Brno, Sokolská, příspěvková organizace (zkráceně SPŠ a VOŠ Brno, Sokolská, p.o.) je nejstarší průmyslovou školou na Moravě. Nabízí kvalitní vzdělávací programy s maturitní zkouškou v technických a umělecko-výtvarných oborech: Strojírenství, Technické lyceum, Ekonomika a podnikání a Výtvarné zpracování kovů a drahých kamenů.
Možnost pomaturitního studia na Vyšší odborné škole, která vhodně připraví na studium VŠ především technického směru nebo umožní lepší uplatnění v managementu velkých strojírenských firem.

## Historie
První střední škola se zaměřením na průmysl byla založena v Brně už v roce 1885. V roce 1952 došlo k rozdělení školy na strojírenskou a elektrotechnickou část, čímž vznikla Střední průmyslová škola elektrotechnická Brno.

## Známí absolventi
- Eduard Hrubeš, konferenciér, moderátor, hudebník, scenárista a režisér
- Josef Dobeš, psycholog a politik
- Vladimír Menšík, herec
- Lubomír Kostelka, herec
- Woody Vasulka, intermediální umělec

## Zajímavosti
- V letech 1943–1947 zde studoval Vladimír Menšík
- Za dob okupace vedl školu pověřený správce ing. Jan Bujniak. Za jeho kolaborantskou činnost byl po válce v červnu 1945 v Brně popraven.[1] Jak vzpomínal učitelský sbor, "každou poradu zahajoval povelem 'Pozor - Vůdci zdar' ... při čemž ostře zíral do sboru, kdo jak činí."[2]